# Franco Dall’Ara
Alfredo „Franco“ Dall’Ara (* 22. August 1933 in Bergamo) ist ein italienischer Endurosportler.

## Karriere
Franco Dall’Ara begann seine Motorsportkarriere 1948. 1953 feierte er mit dem Gewinn der Fernfahrt Milano–Taranto auf einer Mi-Val 175 seinen ersten großen Erfolg. In den Jahren 1955 bis 1957 gewann er auf einer Mi-Val 125 die italienische Geländefahrt Valli Bergamasche. 1956 wurde Dall’Ara außerdem italienischer Enduro-Meister in der Klasse bis 125 cm³. 1957 gewann er die italienische Meisterschaft in der Klasse bis 250 cm³ auf einer Moto Guzzi. Auch in den folgenden Jahren blieb er dieser Marke treu und gewann 1960 in der Klasse bis 250 cm³ und 1963 in der Klasse bis 100 cm³ die Valli Bergamasche. Später wechselte er zu Moto Morini.
Er nahm an 17 Internationalen Sechstagefahrten teil und gewann dabei zehnmal die Goldmedaille.

## Erfolge
- Italienischer Enduromeister: 1956, 1957